# یواس‌اس ال‌اس‌ام (آر)-۱۹۲
یواس‌اس ال‌اس‌ام(آر)-۱۹۲ (به انگلیسی: USS LSM(R)-192) یک کشتی بود که طول آن ۲۰۳ فوت ۶ اینچ (۶۲٫۰۳ متر) بود. این کشتی در سال ۱۹۴۴ ساخته شد.